# فرانچسکو روسو
فرانچسکو روسو (انگلیسی: Francesco Russo؛ زادهٔ ۲۳ دسامبر ۱۹۸۱) بازیکن فوتبال اهل ایتالیا است.
از باشگاه‌هایی که در آن بازی کرده‌است می‌توان به باشگاه فوتبال تورینو، باشگاه فوتبال ویرتوس لانچانو، باشگاه فوتبال لوگانو، باشگاه فوتبال کیاسو، باشگاه فوتبال آولینو، و باشگاه فوتبال یو. اس. پرگولیتزه اشاره کرد.